# Peniocereus castellae
Peniocereus castellae là một loài thực vật có hoa trong họ Cactaceae. Loài này được Sánchez-Mej. mô tả khoa học đầu tiên năm 1974.